# 32731 Annaivanovna
32731 Annaivanovna è un asteroide della fascia principale. Scoperto nel 1968, presenta un'orbita caratterizzata da un semiasse maggiore pari a 2,2033495 UA e da un'eccentricità di 0,1478553, inclinata di 5,68011° rispetto all'eclittica.